# Gonzo (studio)
Gonzo K.K. (jap. 株式会社ゴンゾ Kabushiki-gaisha Gonzo) – japońskie studio zajmujące się animacją i produkcją anime z główną siedzibą w Suginami w Tokio, założone 11 września 1992.

## Problemy finansowe
W latach 2008–2009 firma osiągnęła deficyt przekraczający 30 milionów USD, co spowodowało, że 30 lipca 2009 przedsiębiorstwo zostało usunięte z Tokijskiej Giełdy Papierów Wartościowych. Decyzja zakończyła zawiadomienia inwestorów w marcu 2008 mówiące o tym, że zobowiązania finansowe studia przekroczyły jego łączne aktywa finansowe. Ponieważ studio Gonzo nie było w stanie tego odwrócić, pod koniec czerwca złożono dokumenty dotyczące usunięcia z tokijskiej giełdy. Mimo tego przedsiębiorstwo nadal funkcjonowało, a spółka macierzysta GDH przejęła w celu skonsolidowania zarządzania, dzięki czemu firma nazywa się teraz po prostu Gonzo.
W ramach restrukturyzacji spółka GDH sprzedała również spółkę zależną Gonzo Rosso zajmującą się produkcją gier komputerowych, spółkę zależną finansującą GDH Capital oraz pozostałe udziały Tablier Communications nabyte w marcu 2006. 31 marca 2009 spółka Gonzo Rosso została przejęta przez przedsiębiostwo Chushō Service Kikō Kabushiki-gaisha, będące własnością Incubator Bank of Japan.
Od tego momentu Gonzo zwiększyło zarobki dzięki wydaniu tytułów, takich jak Rosario + Vampire na platformach streamingowych takich jak Netflix. Sprzedaż tych produktów odbiorcom zachodnim przywróciła stabilność finansową firmy, a Gonzo odnotowywało wyższe niż oczekiwano marże zysku w okresie kwiecień–wrzesień 2012.

## Produkcje

### Seriale anime
| Rok  | Tytuł                                  | Uwagi                                                                                               |
| ---- | -------------------------------------- | --------------------------------------------------------------------------------------------------- |
| 2000 | Gate Keepers                           | Na podstawie gry tworzonej przez firmę Kadokawa.                                                    |
| 2000 | Vandread                               | Serial oryginalny.                                                                                  |
| 2001 | Samurai Girl: Real Bout High School    | Na podstawie light novel autorstwa Reiji Saiga.                                                     |
| 2001 | Final Fantasy: Unlimited               | Na podstawie serii Final Fantasy tworzonej przez Square Enix.                                       |
| 2001 | Hellsing                               | Na podstawie mangi autorstwa Kōty Hirano.                                                           |
| 2001 | Vandread the Second Stage              | Drugi sezon anime Vandread.                                                                         |
| 2002 | Full Metal Panic!                      | Na podstawie light novel autorstwa Shōji Gatō                                                       |
| 2002 | Saikano                                | Na podstawie mangi autorstwa Shina Takahashiego.                                                    |
| 2002 | Kiddy Grade                            | Serial oryginalny.                                                                                  |
| 2002 | Gravion                                | Serial oryginalny.                                                                                  |
| 2003 | Kaleido Star                           | Serial oryginalny.                                                                                  |
| 2003 | Last Exile                             | Serial oryginalny.                                                                                  |
| 2003 | Gad Guard                              | Serial oryginalny, współtworzony z Amber Film Works.                                                |
| 2003 | Peacemaker Kurogane                    | Na podstawie mangi autorstwa Nanae Chrono.                                                          |
| 2003 | Chrono Crusade                         | Na podstawie mangi autorstwa Daisuke Moriyamy.                                                      |
| 2004 | Gravion Zwei                           | Drugi sezon anime Gravion.                                                                          |
| 2004 | Gantz                                  | Na podstawie mangi autorstwa Hiroyi Oku.                                                            |
| 2004 | Burst Angel (Bakuretsu Tenshi)         | Serial oryginalny.                                                                                  |
| 2004 | Samurai 7                              | Na podstawie filmu w reżyserii Akiry Kurosawy                                                       |
| 2004 | Desert Punk (Sunabouzu)                | Na podstawie mangi autorstwa Usune Masatoshiego.                                                    |
| 2004 | Gankutsuou: The Count of Monte Cristo  | Na podstawie powieści autorstwa Aleksandra Dumasa.                                                  |
| 2005 | Basilisk                               | Na podstawie mangi autorstwa Masaki Segawy.                                                         |
| 2005 | Speed Grapher                          | Serial oryginalny.                                                                                  |
| 2005 | Trinity Blood                          | Na podstawie light novel autorstwa Sunao Yoshidy.                                                   |
| 2005 | Transformers: Cybertron                | Współtworzony z firmą Hasbro and Takara we współpracy Sunwoo Entertainment.                         |
| 2005 | G.I. Joe: Sigma 6                      | |
| 2005 | SoltyRei                               | Serial oryginalny, współtworzony z AIC.                                                             |
| 2005 | Black Cat                              | Na podstawie mangi autorstwa Kentaro Yabuki.                                                        |
| 2006 | Glass Fleet                            | Serial oryginalny.                                                                                  |
| 2006 | Witchblade                             | Na podstawie komiksu o tym samym tytule.                                                            |
| 2006 | Welcome to the N.H.K.                  | Na podstawie powieści autorstwa Tatsuhiko Takimoto.                                                 |
| 2006 | Marginal Prince                        | Na podstawie symulacji randek stworzonej przez NTT docomo, współtworzony z Tokyo Kids i Studio T&B. |
| 2006 | Red Garden                             | Na podstawie mangi autorstwa Kirihito Ayamury.                                                      |
| 2006 | Pumpkin Scissors                       | Na podstawie mangi autorstwa Ryōtaro Iwanagi, współtworzony z AIC.                                  |
| 2007 | Master of Epic: The Animation Age      | Na podstawie gry MMORPG stworzonej przez Konami, współtworzony z Palm Studio.                       |
| 2007 | Afro Samurai                           | Na podstawie mangi autorstwa Takashiego Okazakiego, współtworzony z Paramount Network Originals.    |
| 2007 | Getsumento heiki Mina                  | Serial oryginalny.                                                                                  |
| 2007 | Romeo x Juliet                         | Na podstawie sztuki Williama Szekspira.                                                             |
| 2007 | Bokura no                              | Na podstawie mangi autorstwa Mohiro Kitō.                                                           |
| 2007 | Kaze no stigma                         | Na podstawie light novel autorstwa Takahirō Yamato.                                                 |
| 2007 | Seto no hanayome                       | Na podstawie mangi autorstwa Tahiko Kimury, współtworzony z AIC.                                    |
| 2007 | Dragonaut: The Resonance               | Serial oryginalny.                                                                                  |
| 2008 | Rosario + Vampire                      | Na podstawie mangi autorstwa Akihisy Ikedy.                                                         |
| 2008 | The Tower of Druaga: the Aegis of Uruk | Na podstawie gry stworzonej przez firmę Namco.                                                      |
| 2008 | Special A                              | Na podstawie mangi autorstwa Maki Minami, współtworzony z AIC.                                      |
| 2008 | Blassreiter                            | Serial oryginalny.                                                                                  |
| 2008 | Strike Witches                         | Na podstawie mangi autorstwa Yoshiyuki Kazumi.                                                      |
| 2008 | Rosario + Vampire Capu2..              | Na podstawie mangi autorstwa Akihisy Ikedy, drugi sezon anime Rosario + Vampire.                    |
| 2008 | Linebarrels of Iron                    | Na podstawie mangi autorstwa Eiichi Shimizu.                                                        |
| 2009 | The Tower of Druaga: the Sword of Uruk | Na podstawie gry stworzonej przez firmę Namco, drugi sezon The Tower of Druaga: The Aegis of Uruk.  |
| 2009 | Saki                                   | Na podstawie mangi autorstwa Ritza Kobayashiego.                                                    |
| 2009 | Shangri-La                             | Na podstawie mangi autorstwa Eiichi Ikegamiego.                                                     |
| 2011 | Nyanpire                               | Na podstawie mangi autorstwa yukiusy.                                                               |
| 2011 | Last Exile: Fam, The Silver Wing       | Serial oryginalny, drugi sezon anime Last Exile.                                                    |
| 2012 | Ozuma                                  | Serial oryginalny.                                                                                  |
| 2013 | Leviathan The Last Defense             | Na podstawie gry stworzonej przez firmę GREE.                                                       |
| 2013 | Dog & Scissors                         | Na podstawie light novel autorstwa Shunsuke Saraiego i Tetsuhiro Nabeshimy.                         |
| 2013 | A Town Where You Live                  | Na podstawie mangi autorstwa Kōji Seo.                                                              |
| 2014 | Blade & Soul                           | Na podstawie gry stworzonej przez firmę NCSOFT.                                                     |
| 2015 | Sore ga seiyū!                         | Na podstawie mangi autorstwa Masumi Asano i Kenjirō Haty.                                           |
| 2016 | Aokana: Four Rhythm Across the Blue    | Na podstawie powieści wizualnej stworzonej przez Sprite.                                            |
| 2017 | Akiba's Trip: The Animation            | Na podstawie gry stworzonej przez firmę Acquire.                                                    |
| 2017 | 18if                                   | Na podstawie gry stworzonej przez firmę MobCast.                                                    |
| 2018 | Kakuriyo no yadomeshi                  | Na podstawie light novel autorstwa Midoriego Yūmy.                                                  |
| 2018 | Space Battleship Tiramisu              | Na podstawie mangi autorstwa Satoshiego Miyakawy.                                                   |
| 2018 | Hinomaru Sumo                          | Na podstawie mangi autorstwa Kawady.                                                                |
| 2018 | Conception                             | Na podstawie gry stworzonej przez firmę Spike Chunsoft.                                             |
| 2019 | Try Knights                            | Na podstawie mangi autorstwa Shunsaku Yano.                                                         |
| 2019 | Phantasy Star Online 2: Episode Oracle | Na podstawie gry stworzonej przez firmę Sega.                                                       |

### Strumienie
- październik 2001 – Zaion: I Wish You Were Here

### Odcinki OVA
- 1998–2000 – Blue Submarine No. 6
- 1999–2000 – Melty Lancer THE ANIMATION
- 2001 – Zaion: I Wish You Were Here
- 2002–2005 – Sentou Yousei Yukikaze
- 2004 – Kaleido Star Aratanaru Tsubasa Extra Stage
- 2007 – Bakuretsu Tenshi -Infinity, Strike Witches, Red Garden: Dead Girls
- 2018 – Hori-san to Miyamura-kun (Ep 4)

### Filmy
- styczeń 2006 – Gin’iro no kami no Agito (także jako: Origin: Spirits of the Past)
- lipiec 2006 – Brave Story
- lipiec 2007 – Kappa no Coo to Natsuyasumi
- styczeń 2009 – Afro Samurai: Resurrection
- listopad 2013 – Bayonetta: Bloody Fate
- luty 2016 – Last Exile: Fam, The Silver Wing: Over the Wishes

### AMV
- 2003: "Breaking the Habit" z zespołem Linkin Park
- 2007: "Freedom" z zespołem Blood Stain Child
- 2008: "Forsaken" z zespołem Dream Theater

### Manga
- 2001: Vandread
- 2002: Vandread (Vandread Special Stage)
- 2003: Kiddy Grade (Kiddy Grade Versus)
- 2003: Kiddy Grade (Kiddy Grade Reverse)
- 2004: Bakuretsu Tenshi (Angel’s Adolescence)
- 2005: Gankutsuou
- 2005: Speed Grapher
- 2007: Romeo x Juliet
- 2007: Red Garden
- 2007: Getsumento heiki Mina
- 2008: Blassreiter - Genetic